# Børge Puggaard Thomsen
Børge Puggaard Thomsen (15. november 1921 – 17. marts 1945 i Esbjerg) var en dansk frihedskæmper.
Thomsen var chauffør og deltog i modstandsbevægelsen i Esbjerg og med i en gruppe, der den 17. marts 1945 skød en formodet stikker i Stormgade. Stikkeren blev hårdt såret, men et par unge piger henledte
tyske soldaters opmærksomhed på Thomsen, som flygtede, men blev ramt af skud og faldt om i Skolegade ved hjørnet til Stormgade. Han fik lov at ligge længe, før en ambulance kom, og da var han død. Stikkeren døde få dage senere. Ud for Skolegade 82 er der opsat en mindetavle for Børge Puggaard Thomsen.
Præsten Poul H. Bentzen holdt i Zions Kirke ligtalen over den unge sabotør og hans prædiken var stærkt anti-tysk. Det kostede nogle dage senere Bentzen livet, da han blev myrdet af Petergruppen.